# 里泽站
里泽站是沪昆铁路上的一个铁路车站，位于浙江省嘉善县里泽乡，建于1979年，邮政编码为314101。目前已停运。